# 文德罗尼奥
文德罗尼奥（義大利語：Vendrogno），是意大利莱科省的一个市镇。总面积11平方公里，人口324人，人口密度29.5人/平方公里（2009年）。国家统计（ISTAT）代码为097085。